# Яковце
Яковце (словен. Jakovce) — поселення в общині Сежана, Регіон Обално-крашка, Словенія. Висота над рівнем моря: 550,6 м.